# Nordöstlicher Stadtteil (Schweinfurt)
Der Nordöstliche Stadtteil, mit seinem Kerngebiet Kiliansberg, ist ein Stadtteil der kreisfreien Stadt Schweinfurt. Die Bezeichnung des Stadtteils wurde für amtlich-statistische Zwecke eingeführt (Bezirk 42), weshalb der Stadtteilname kaum im öffentlichen Bewusstsein ist, aber von Immobilienportalen übernommen wurde. Im Nordöstlichen Stadtteil liegt das Leopoldina-Krankenhaus.
Der südöstliche Bereich des Stadtteils, bis zum Höllental, wird auch als Altstadt bezeichnet. Hier lag die historische Wiege Schweinfurts, mit dem 791 erstmals urkundlich erwähnten Suuinfurtero marcu. Der Ort ist nicht mit der 1 Kilometer mainabwärts (südwestlich) gelegenen, heutigen Altstadt zu verwechseln, in die bis 1524 alle Bewohner der ursprünglichen Siedlung übergesiedelt waren. Im verlassenen Gebiet wurde später großflächiger Weinbau betrieben, bis es ab Ende des 19. Jahrhunderts wieder mit einem Villenviertel bebaut wurde. Der Kiliansberg ist bis heute beim Schweinfurter Bürgertum ein Synonym für Altschweinfurt. Auf seine über tausendjährige Vergangenheit weisen mehrere Straßennamen hin. Zum Stadtteil gehört auch die am östlichen Rand gelegene Mainleite.

## Lage
Der Nordöstliche Stadtteil liegt unmittelbar nördlich des Mains. Er wird im Westen vom Marienbach, im Süden vom Main, im Osten von der Gemeinde Schonungen im Landkreis Schweinfurt und im Norden vom Zeilbaum begrenzt. Im Nordwesten verläuft die Grenze zum benachbarten Stadtteil Hochfeld/Steinberg (Bezirk 41) entlang der Linie Klingenbrunnstraße, Am Entensee, Gustav-Adolf-Straße und Elsa-Brandström-Straße, wobei in letztgenannter Straße beide Seiten der Bebauung dem Stadtteil Hochfeld zugerechnet werden.

## Sozialstruktur
| Status 31. Dez. 2022                               | Nordöstlicher Stadtteil Statistischer Bezirk 42 | Gesamtgebiet Schweinfurt |
| -------------------------------------------------- | ----------------------------------------------- | ------------------------ |
| Deutsche                                           | 89,8 %                                          | 77,4 %                   |
| Ausländer                                          | 10,2 %                                          | 22,6 %                   |
| Anteil Doppelstaatler an der deutschen Bevölkerung | 11,2 %                                          | 17,1 %                   |

Im Stadtteil, insbesondere im Villenviertel am Kilansberg, wohnt alteingesessenes Schweinfurter Bürgertum. Der Anteil von Migranten liegt deshalb weit unter dem städtischen Durchschnitt.

## Ortsteile und Geschichte
Der Stadtteil besitzt fast ausschließlich sehr gute Wohnlagen. Gute Wohnlagen befinden sich lediglich am Nordrand, nördlich der Hofrat-Graetz-Straße. Im Gebiet südlich der Mainberger Straße, das nicht mehr am Kiliansberg, sondern im Maintal liegt, gibt es mittlere Wohnlagen.

### Kiliansberg
Am Rande des Kiliansbergs lag die namensgebenden Kilianskirche. Auf den einstigen Weinbau weisen die Straßennamen Wingertstraße und Weingartenweg hin. Der nördliche Teil des Kiliansbergs bietet einen weiten Ausblick über das Schweinfurter Becken bis zum Kamm des Steigerwalds. Seit 1875 ist der Kiliansberg bevorzugter Wohnort Schweinfurter Industrieller und des Bürgertums. Hier finden sich für Villen typische Baustile aus mehrern Epochen: Gründerzeit (um 1900), Übergangsstil zwischen Historismus und Moderne (1920er Jahre), Moderne (1960er Jahre), Postmoderne (1980er Jahre) und Gelsenkirchener Barock (1980er Jahre).

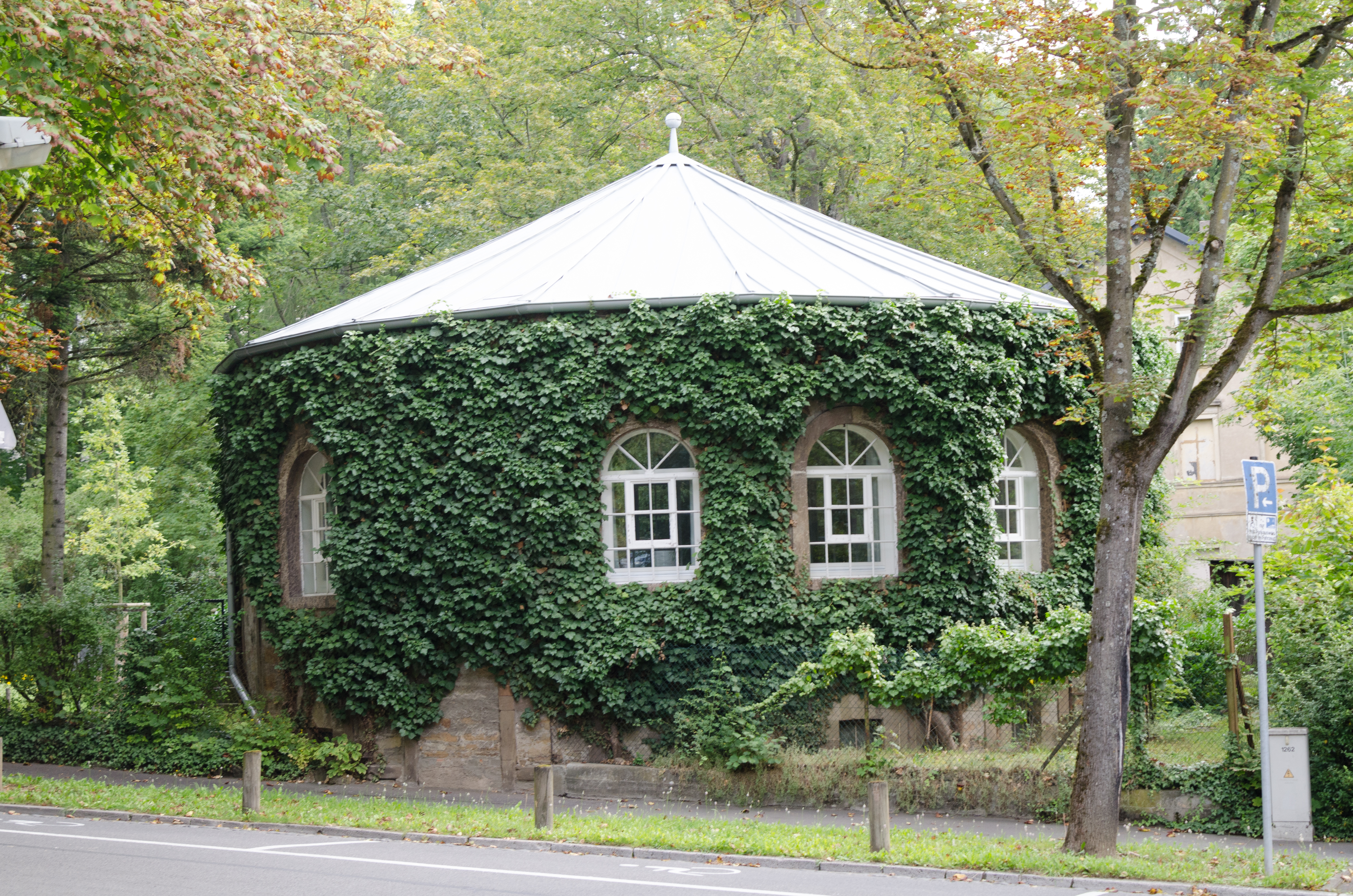
Anzuchtshaus für Seerosen (1868), Söldnerstraße
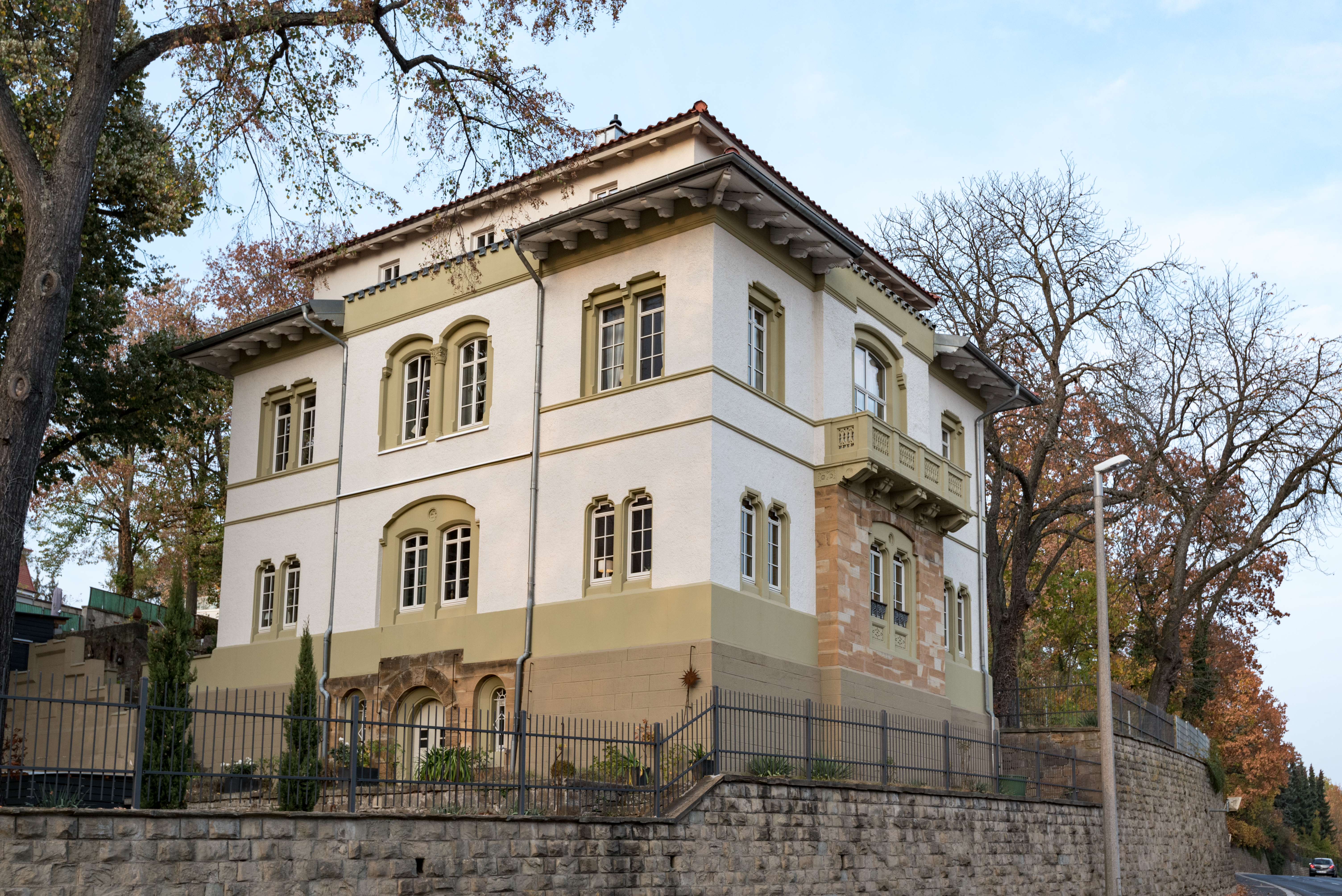
Villa (1875), Mainberger Straße
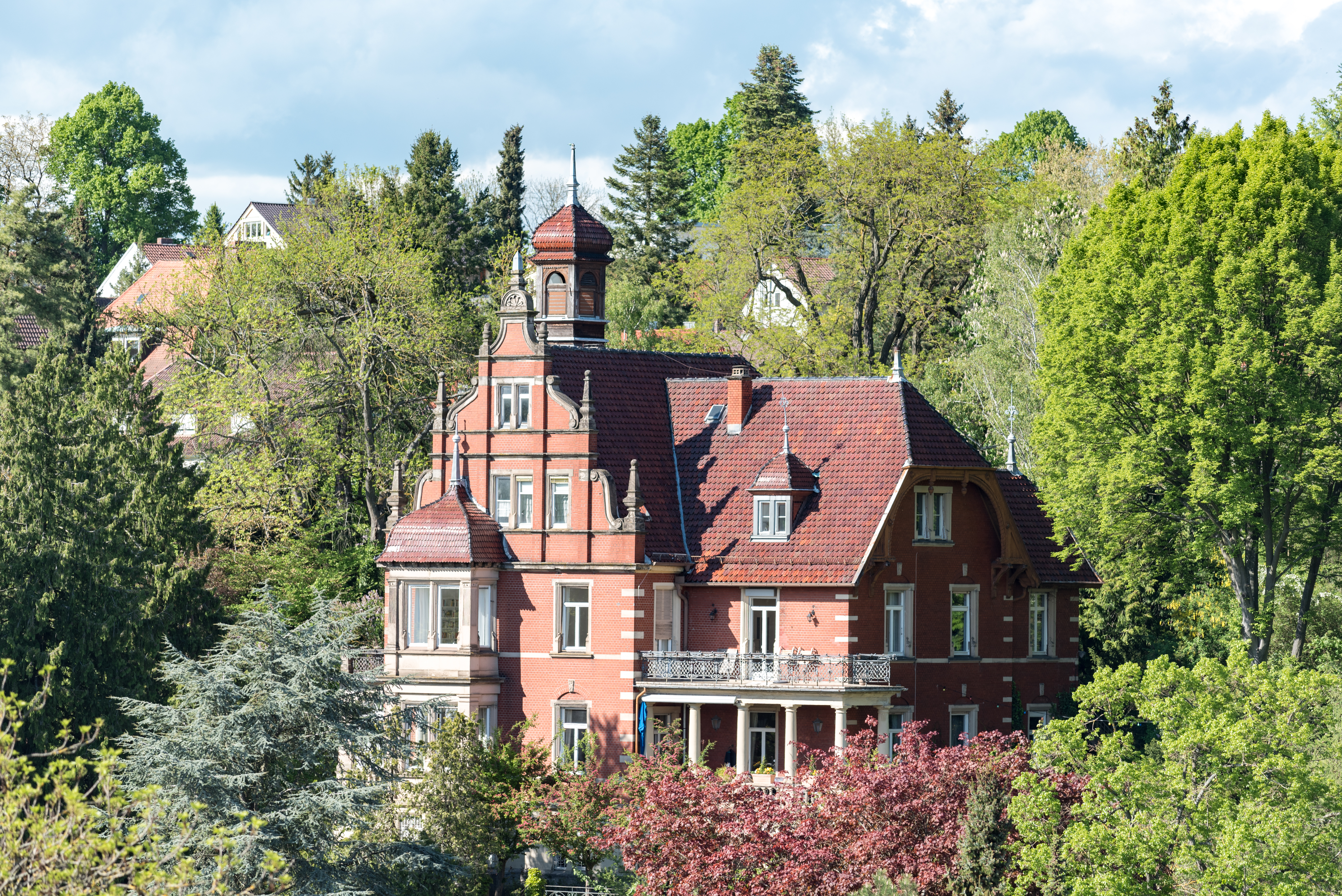
Villa Gademann (1896), Bergstraße
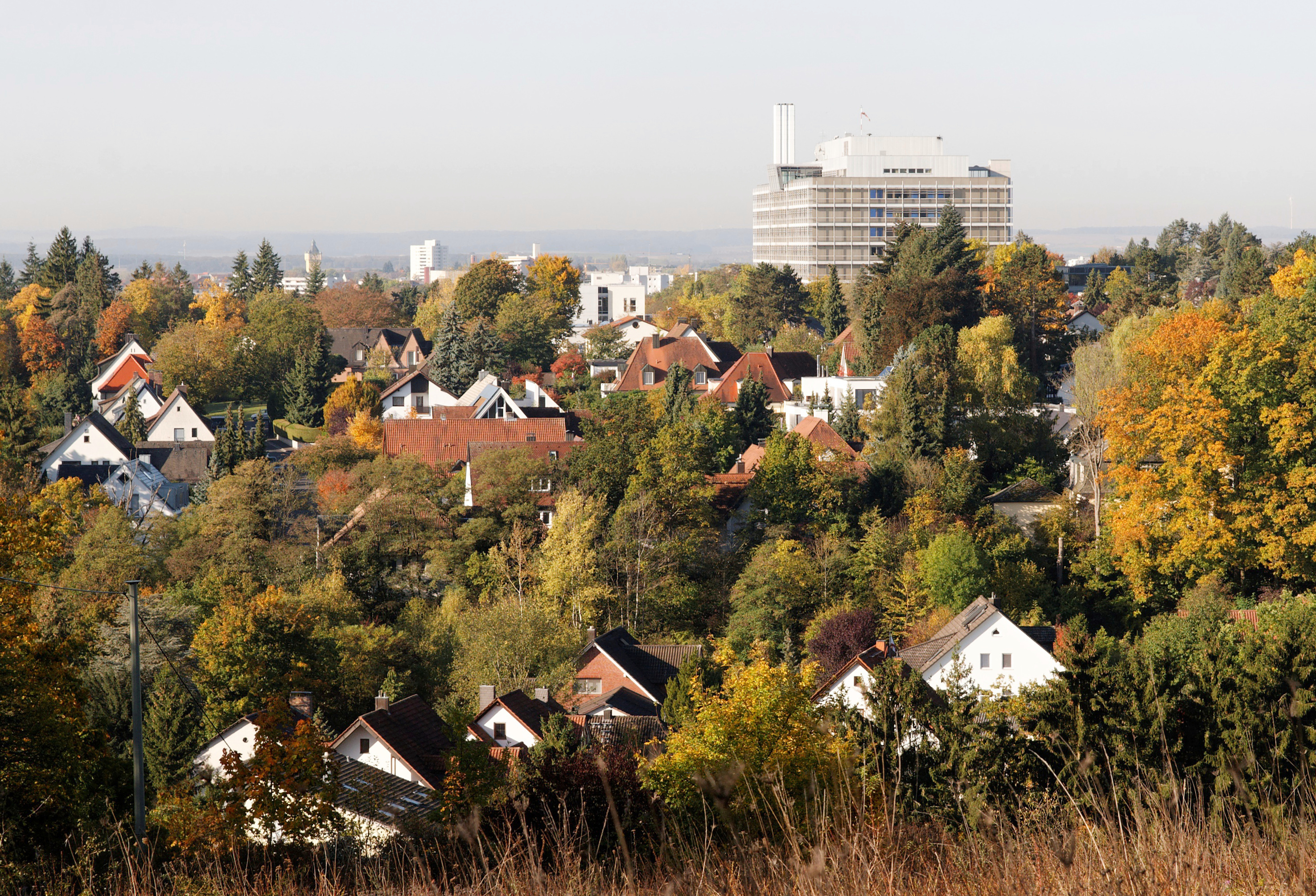
Blick über den östlichen Kiliansberg, rechts das Leopoldina-Krankenhaus

### Teilberg

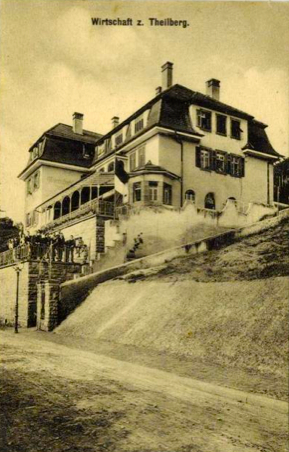
Zum Theilberg, Ausflugslokal in der Gartenstraße (heute Wohnhaus)

Das nordwestliche Ende des Kiliansberges heißt Teilberg. Dort lag der erste Tierpark der Stadt (siehe: Schweinfurt, Tierparks) und der erste Wasserbehälter, der bis heute in zeitgemäßer Form betrieben wird (Hofrat-Grätz-Straße, einstmals An der Wasserleitung). 1893 wurde vom damaligen Wasserwart die Ausflugswirtschaft Zur Wasserleitung mit Biergarten eröffnet. Später wurde sie durch die am Fischerrain befindliche Brauerei Ebersberger auf 2000 Plätze erweitert. In den 1960er Jahren schloss das Lokal.
Siehe hierzu: Liste ehemaliger Brauereien in Bayern, Schweinfurt

### Höllental/Altstadt
Das Quartier an der Mündung des Höllenbachs in den Main wird als Höllental oder Altstadt bezeichnet. Es liegt zu Füßen des Burgbergs Peterstirn, am Beginn der Mainleitenstraße. Das Areal wurde Anfang des 20. Jahrhunderts wieder bebaut, als kleines Wohngebiet einfacher Ausstattung, vorwiegend mit Ein- und Zweifamilienhäusern. Nordwestlich davon wurde in den 1980er Jahren ein kleineres, gehobenes Viertel mit Einfamilienhäusern an der neu angelegten Graf-Berthold- und der Hezilostraße errichtet. Das Viertel Höllental/Altstadt besitzt keine eigenen schulischen und kirchlichen Einrichtungen, die sich jedoch im benachbarten Stadtteil Hochfeld befinden.

## Industriegeschichte

### Ältestes Industriegebiet Schweinfurts
Der Name Alte Bahnhofstraße gibt bereits einen Hinweis auf das älteste Industriegebiet der Stadt, wenn man von Fabriken oder Manufakturen andernorts in Einzellagen absieht. Es erstreckte sich von der Lände am Main bis ins Tal des unteren Marienbachs, am östlichen Rand der Altstadt. Erste Ansiedlungen von Fabriken erfolgten aufgrund der Topografie bereits vor dem Bau der Eisenbahn. Heute gibt es in diesem Gebiet nur noch zwei Betriebe, die Farbenfabrik Deifel und die Mälzerei Günther Schubert, die seit 2022 zu Ireks gehört.
Der westliche Bereich des Marientals gehört nicht mehr zum statistischen Bezirk 42 (Nordöstlicher Stadtteil), sondern bereits zur Altstadt. Da er aber historisch und funktional zum Gebiet des heutigen Nordöstlichen Stadtteils gehört, wird er hier mitbehandelt.

### Zuckerfabrik Wüstenfeld/Farbenfabrik Deifel
Die Zuckerfabrik Adolf Wüstenfeld wurde 1836 gegründet. hatte ursprünglich Wilhelm Sattler als Geschäftspartner. Nach anfänglichen Misserfolgen bei der Erzeugung von Rübenzucker spezialisierte sich Wüstenfeld auf die Raffination von Rohrzucker. 1896 wurde die Fabrik erweitert. Nach Wüstenfeld wurde eine Straße am Hauptbahnhof benannt.
Heute befindet sich in den Gebäuden der einstigen Zuckerfabfrik die Farbenfabrik Deifel, das letzte Überbleibsel der Schweinfurter Farbenindustrie (Schweinfurter Grün).

Altes Industriegebiet am Stadtbahnhof
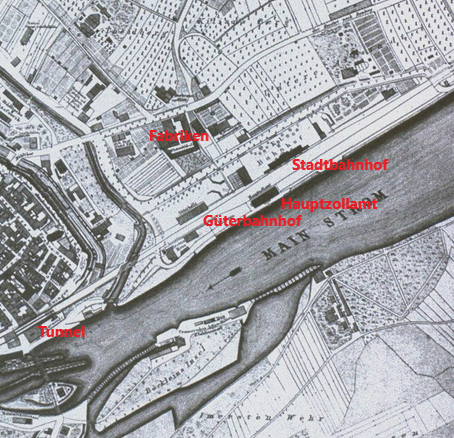
Alte Bahnhofstraße und unteres Tal des Marienbachs auf dem Katasterplan von 1868
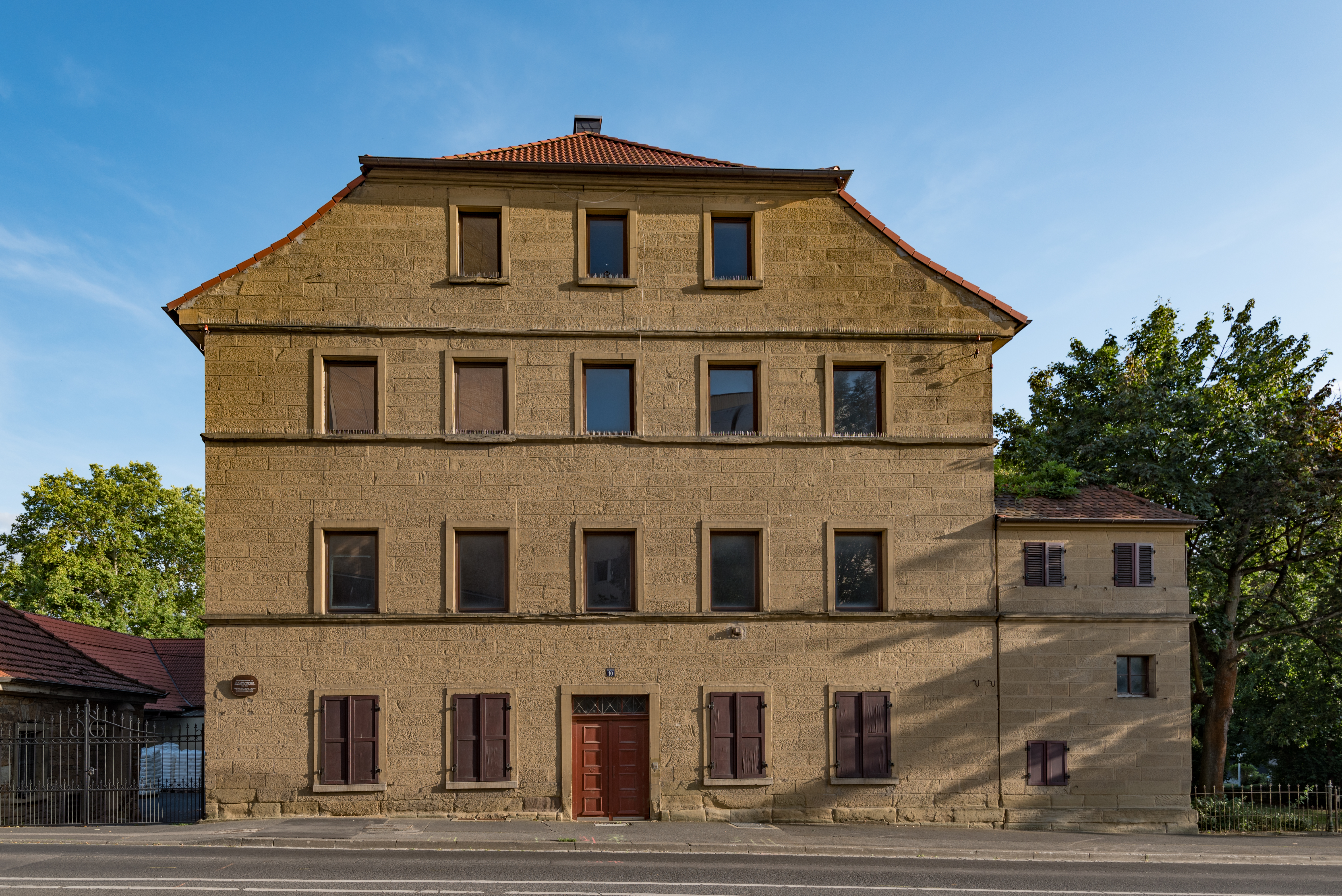
Zuckerfabrik Wüstenfeld (1838). Heute Farbenfabrik Deifel
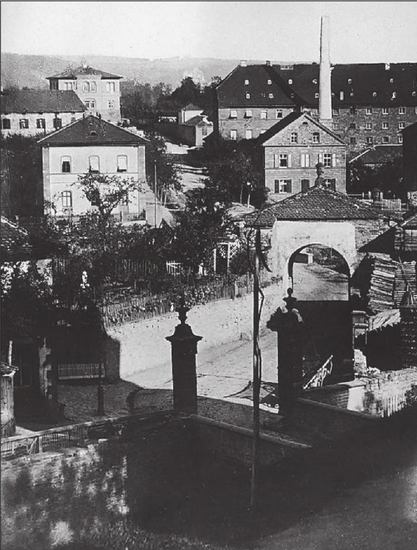
Blick vom Mühltor auf die Mainberger Straße 1875/76. Rechts die Zuckerfabrik, links Villen
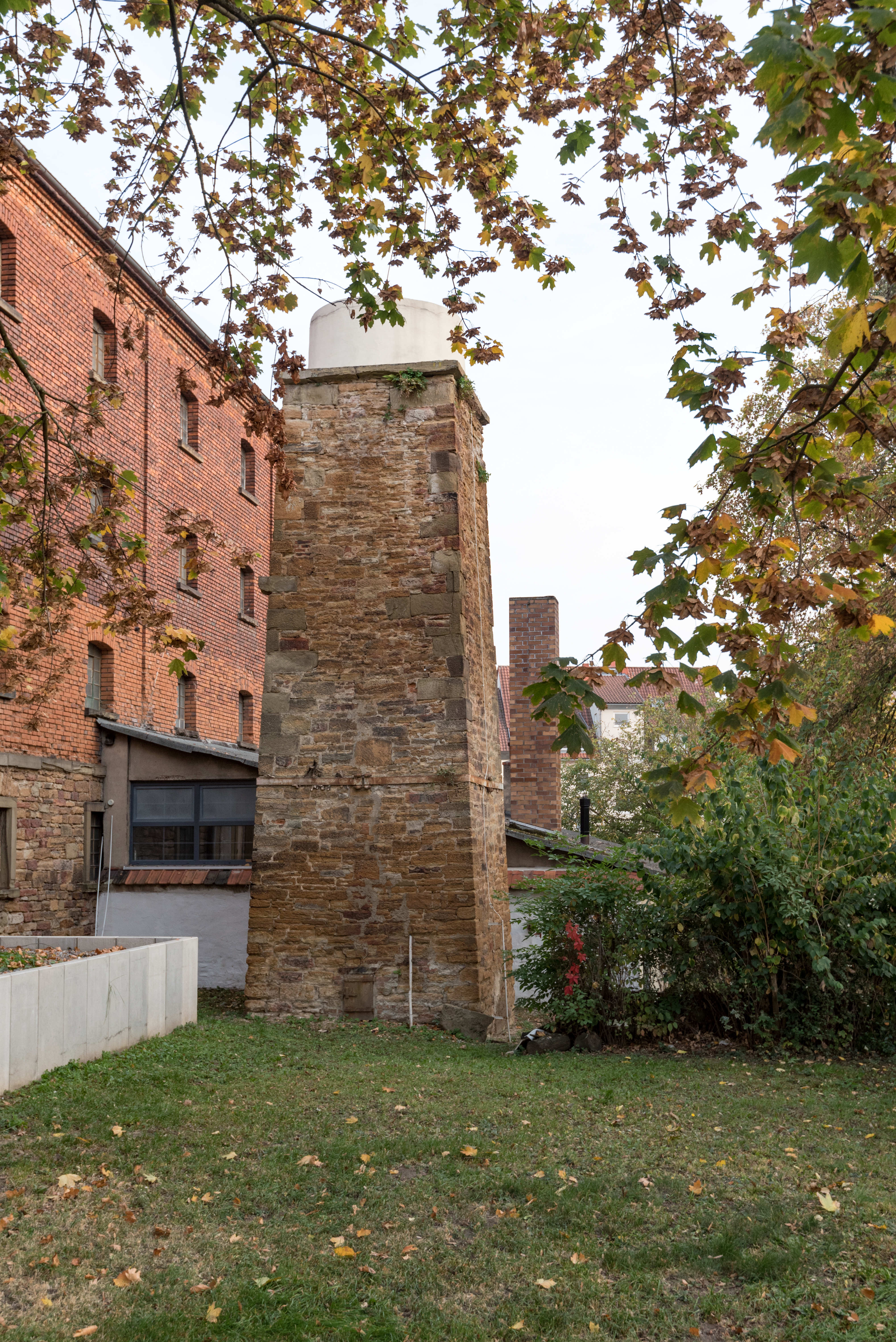
Zuckerfabrik Erweiterung (1896), mit viereckigem Schlot aus der frühindustriellen Zeit

### Ultramarinfabrik Gademann
Die Ultramarinfabrik Gademann ist nicht zu verwechseln mit den viel größeren, späteren Vereinigten Ultramarinfabriken im Stadtteil Oberndorf. 1845 gründeten Johann Christoph und Heinrich Gademann im Mariental eine Ultramarinfabrik, die nur bis 1855 existierte. Die Fabrik lag Am Oberen Marienbach 3, im heutigen, nordwestlichen Bereich des Multiplexkinos Filmwelt. Im Stadtarchiv ist zu dieser Fabrik vermerkt:
„Die Bemühungen, diesen Fabrikationszweig, der, einer 'Menge von Leuten zur Erwerbsquelle diente' und der wie sich bei der Liquidation ergab, gar nicht so unrentabel, sondern lediglich durch die 'Unverträglichkeit und Halsstarrigkeit der Geschäftsteilhaber' ins Stocken geraten war, wieder zu beleben, scheiterte an dem Einspruch der Regierung. Sie verweigerte die weitere Konzession, da 'das Ausströmen des schwefeligen Rauches für die umher wohnenden Personen in hohem Grade belästigend war und bei widrigem Winde ein stinkender Geruch sich über die ganze Stadt verbreitete.'“

### Stepfsche Papierfabrik
In die Gebäude der Ultramarinfabrik Gademann zog nach deren Schließung die Stepfsche Papierfabrik ein. Sie bestand mindestens bis 1868, da sie im Katasterplan jenes Jahres namentlich eingezeichnet ist. Über die Fabrik ist wenig bekannt.

### Gasfabrik
Die städtische Gasfabrik wurde 1857 unterhalb des Oberen Walls errichtet, mit zwei Gasometern, für die Erzeugung von Stadtgas. Auf dem Katasterplan von 1868 erstreckt sie sich über einen relativ großen Bereich (das heutige Rückert-Center Am Oberen Marienbach 1). Auf dem rechten Foto von 1890 war sie offensichtlich zwischenzeitlich ein Stück nach Norden erweitert worden (auf den südöstlichen Bereich der heutigen Filmwelt).

### Sandbaggerei Blum

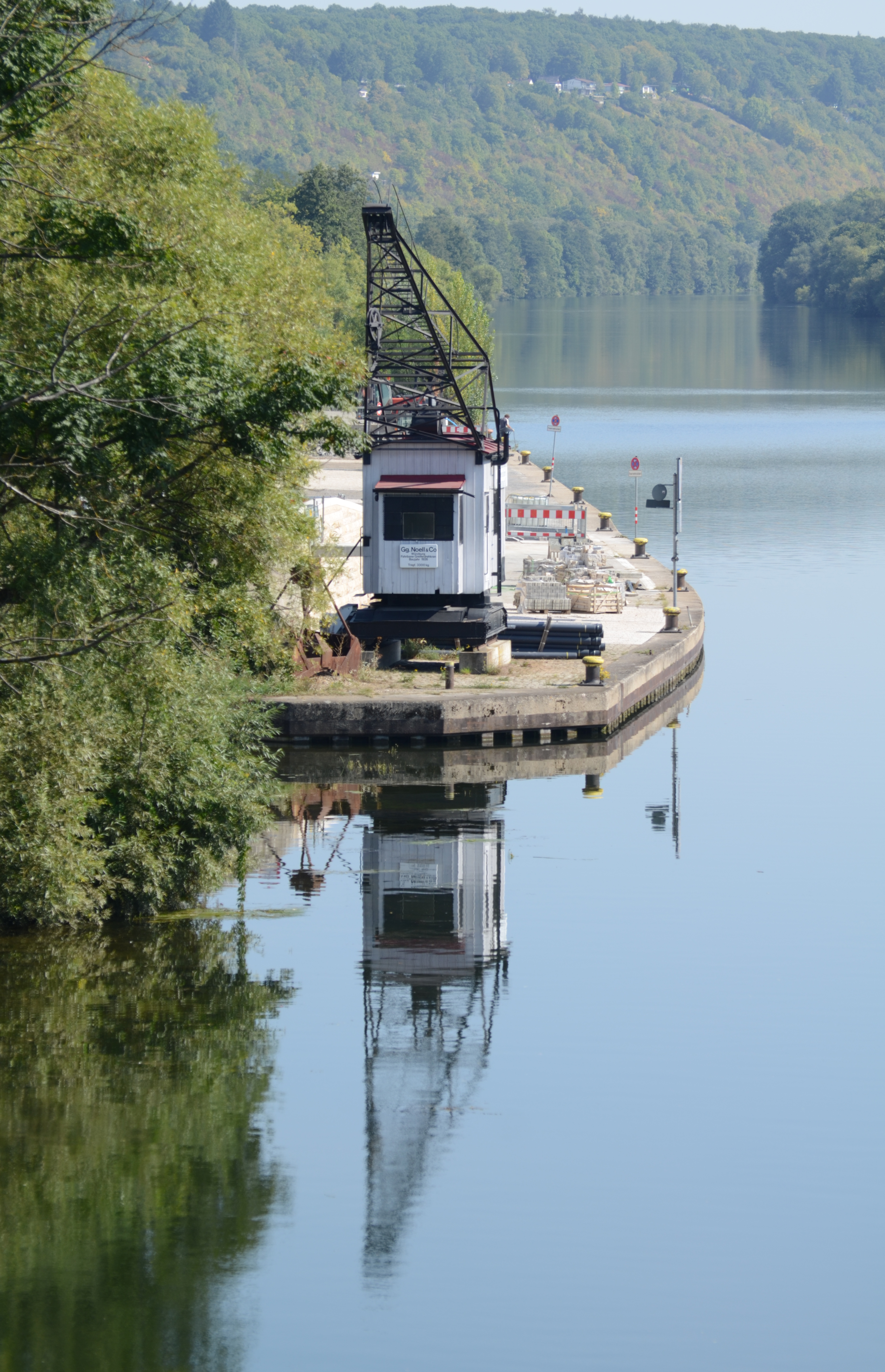
Kranendenkmal an der Mündung des Marienbachs in den Main, an der einstigen Sandbaggerei Blum. 2012

Von der einstigen Sandbaggerei Blum ist trotz ihrer damals exponierten Lage am Mainkai (Unterer Marienbach 3) allgemein nur wenig bekannt. Der Betrieb wurde im Laufe der Nachkriegszeit eingestellt. Das 2007 abgebrochene Verwaltungsgebäude wurde 1888 vom Kohlenhändler Johann Sauerbrei errichtet. Ein Greiferdrehkran der Sandbaggerei von 1926 des Herstellers Noell aus Würzburg steht als Industriedenkmal auf dem Blum-Areal, auf dem 2008 ein Jugendgästehaus errichtet wurde.

### Brauhaus Schweinfurt
Am Fuß des Teilbergs befand sich das 2015 geschlossene Brauhaus Schweinfurt. Der große Komplex dominiert baulich bis heute das kleine Stadtviertel Klingenbrunn, das zum angrenzenden Nördlichen Stadtteil gehört. 1858 errichtete das Brauhaus zunächst am Marktplatz eine Braustätte, die wegen großer Nachfrage bald zu klein wurde. In den Teilberg wurden in den 1870er Jahren Bierkeller gegraben, die im Zweiten Weltkrieg als private Luftschutzkeller für schwedische Mitarbeiter der SKF dienten, die in der Umgebung wohnten.  Am Bergfuß wurde 1912 der großzügige Brauerei-Neubau eröffnet. Nach der Schließung des Brauhauses kaufte die Kulmbacher Brauerei die Markenrechte. In den 1960er Jahren hatte die Brauerei bis zu 300 Mitarbeiter. Nach Umstellung auf industrielle Brauweise (kein Naturhopfen, kürzere Brauzeit, längere Haltbarkeit) wendeten sich zunehmend Wirte und Kunden von der Brauerei ab, die zuletzt nur noch 30 Mitarbeiter hatte.
Siehe auch: Liste ehemaliger Brauereien in Bayern, Schweinfurt

Einstige Betriebe im Tal des Marienbachs
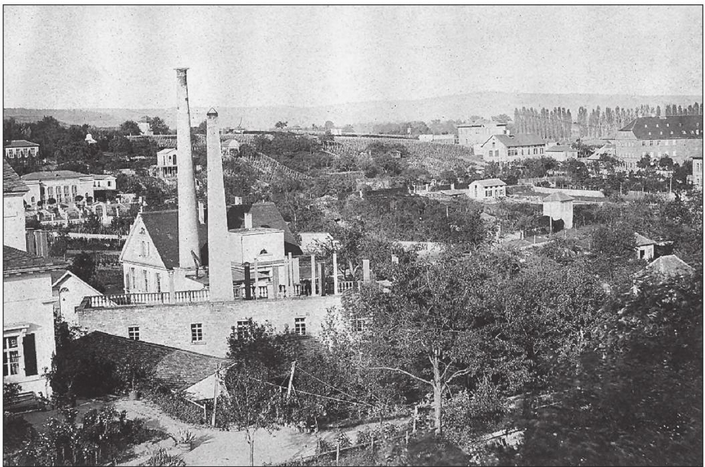
Ultramarinfabrik Gademann. Hinten links Orangerie von C. F. Gademann in der Gartenstraße, 1857 zur Villa ausgebaut. Eines der ältesten Fotos Schweinfurts. 1855
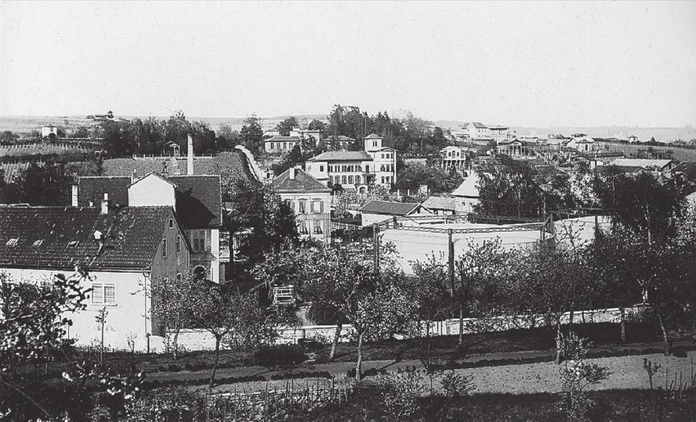
Gasometer der Gasfabrik (vorne rechts). Dahinter Villen und links Weinberge. 1890
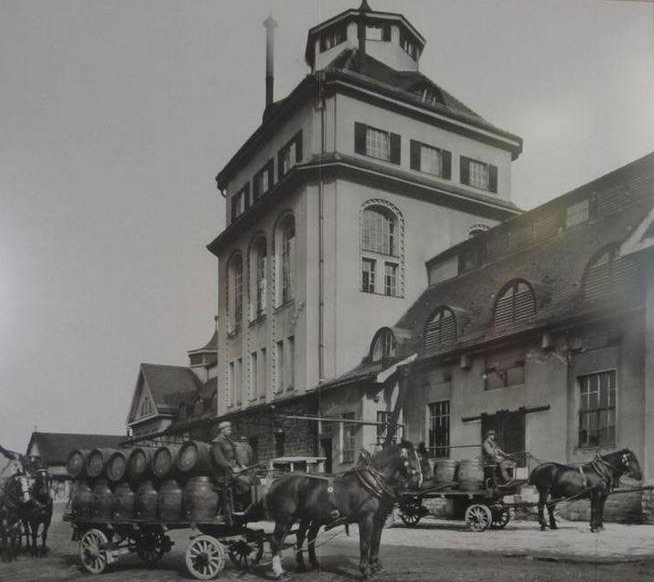
Brauhaus Schweinfurt. Nach 1911
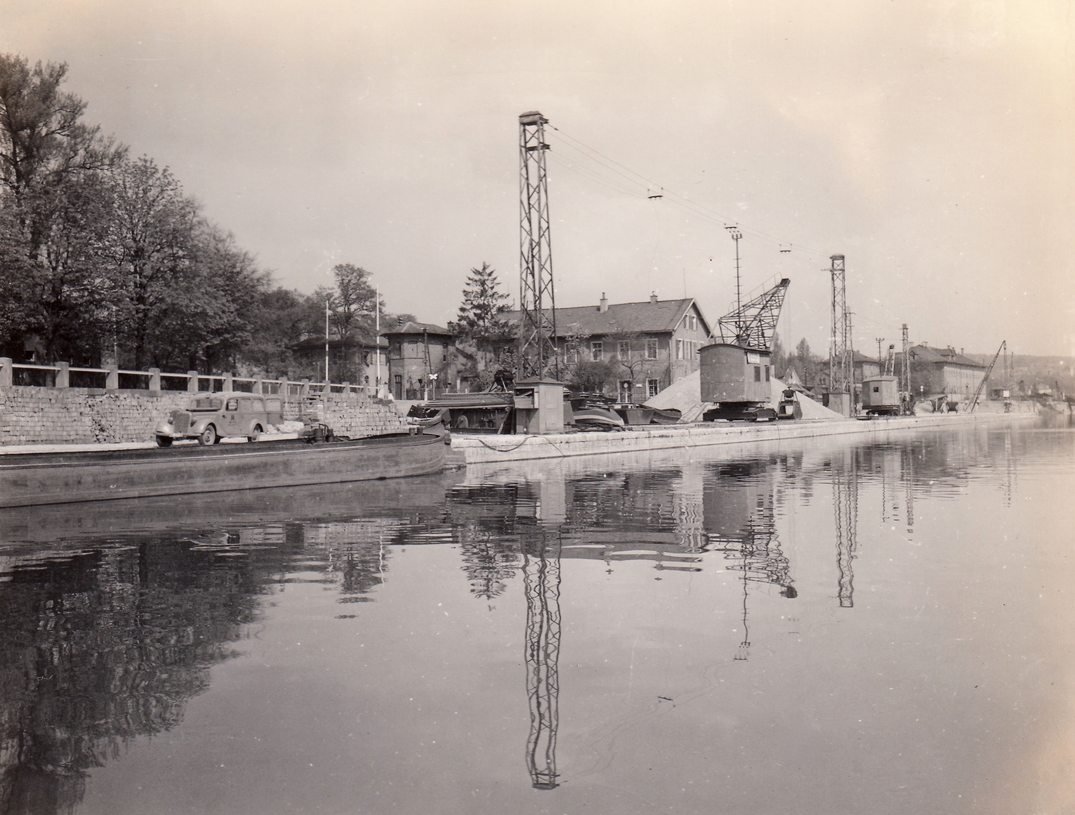
Main mit Sandbaggerei Blum, drei Tage nach Kriegsende in Schweinfurt. 14. April 1945

Siehe auch: Schweinfurter Industriegeschichte

## Kultur und Sehenswürdigkeiten

### Bauensemble im Bayerischen Klassizismus

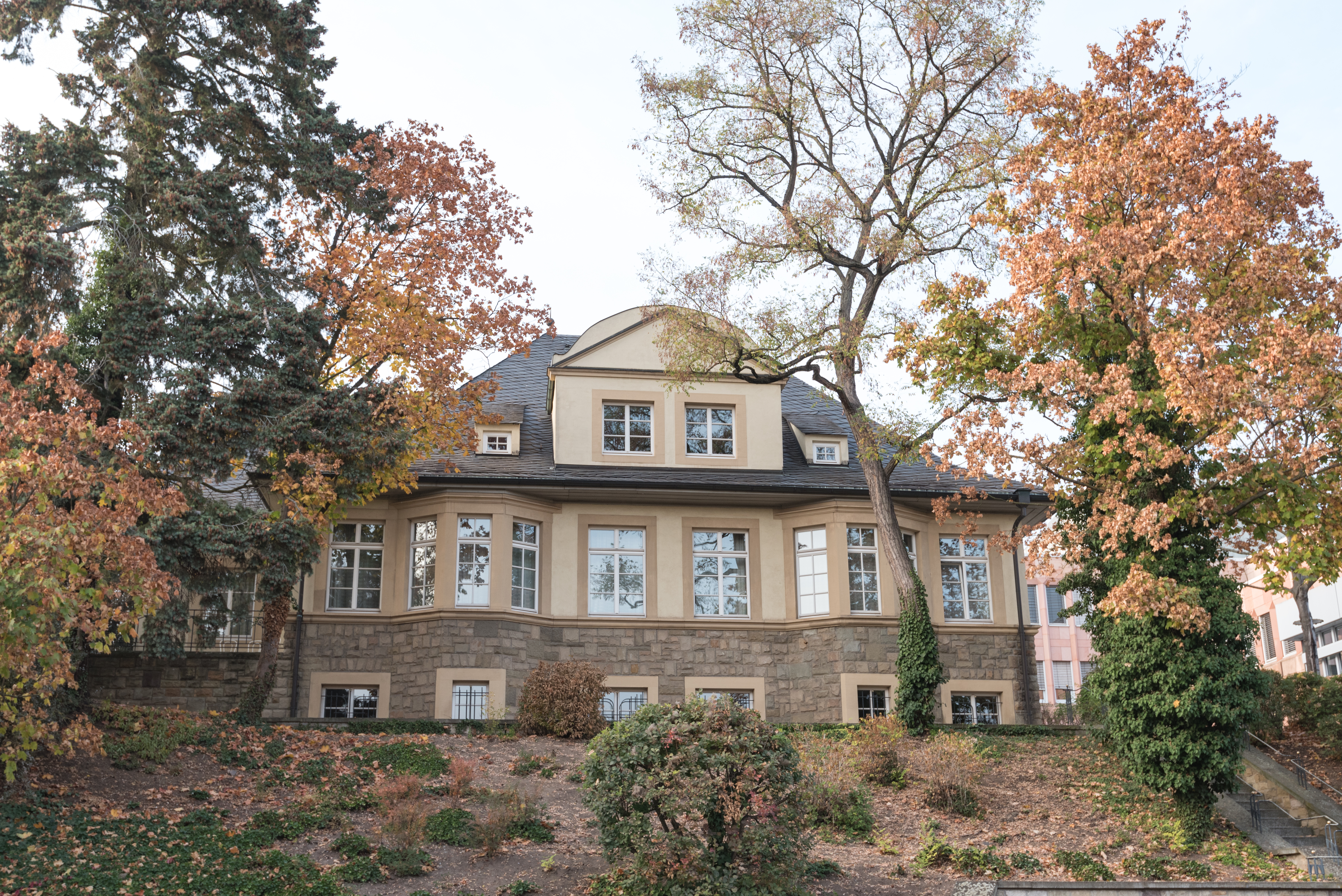
Wirsing Villa, Alte Bahnhofstraße. Theodor Fischer (1909)

Die Alte Bahnhofstraße hat ihren Namen vom Stadtbahnhof, dem ältesten Bahnhof Schweinfurts; er wurde an der Ludwigs-Westbahn errichtet. Zwischen Straße und Main liegt ein Bauensemble (1852–56, Gottfried von Neureuther) mit Stadtbahnhof, Lagerhalle, Schuppen (alles im Rundbogenstil) und Hauptzollamt (Klassizismus). Die bayerische Variante des Rundbogenstils stammt von Ludwig I. und wird daher auch als Bayerischer Klassizismus bezeichnet. Der Rundbogenstil liegt in einer Übergangsphase zwischen Klassizismus und Historismus und wird allgemein letzterem zugeordnet.

Bauensemble am Stadtbahnhof
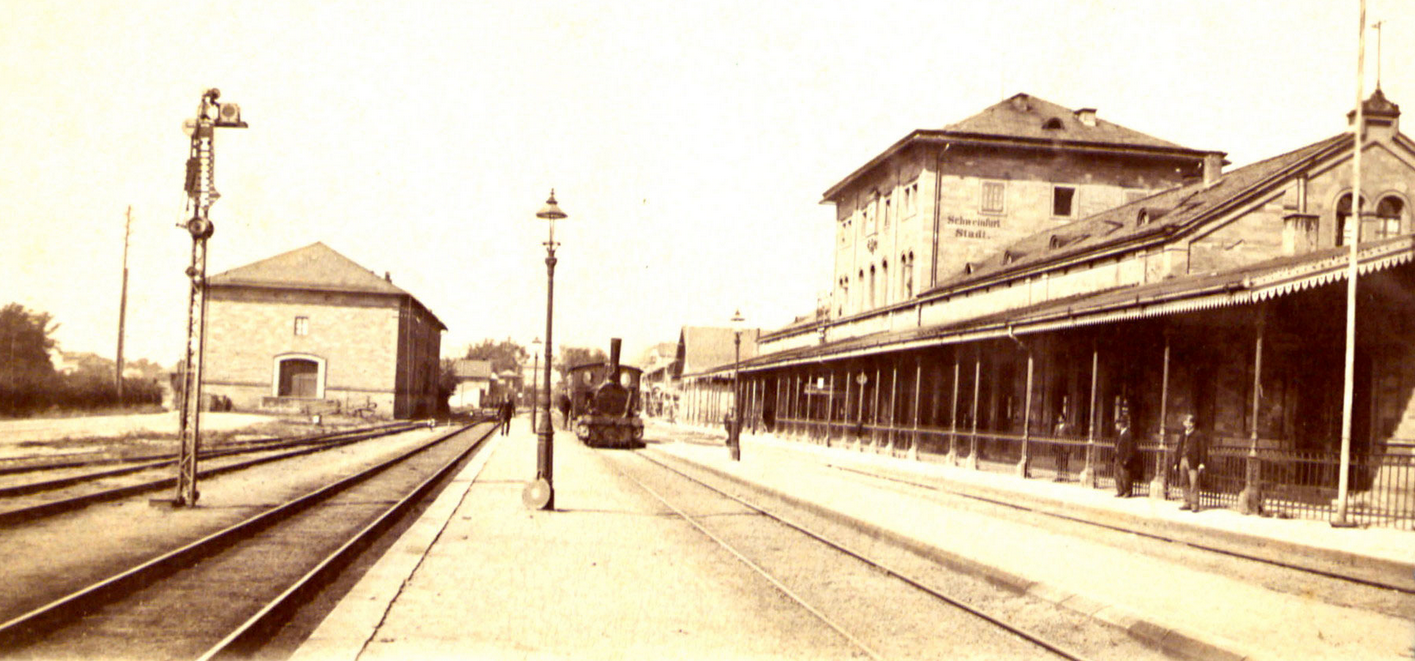
Stadtbahnhof um 1900. Links Hauptzollamt
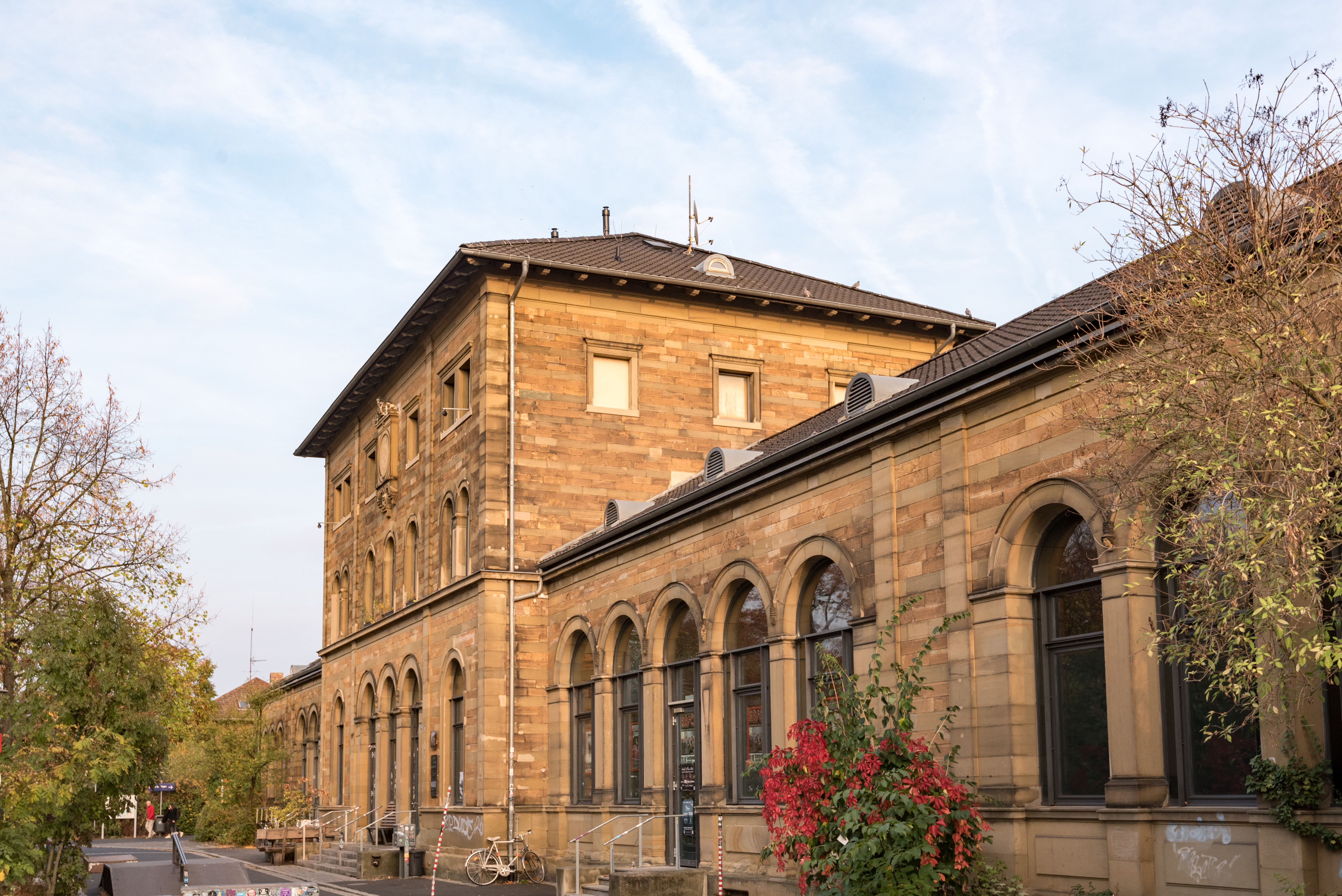
Stadtbahnhof. Rundbogenstil bzw. Bayerischer Klassizismus. Gottfried von Neureuther (1856)
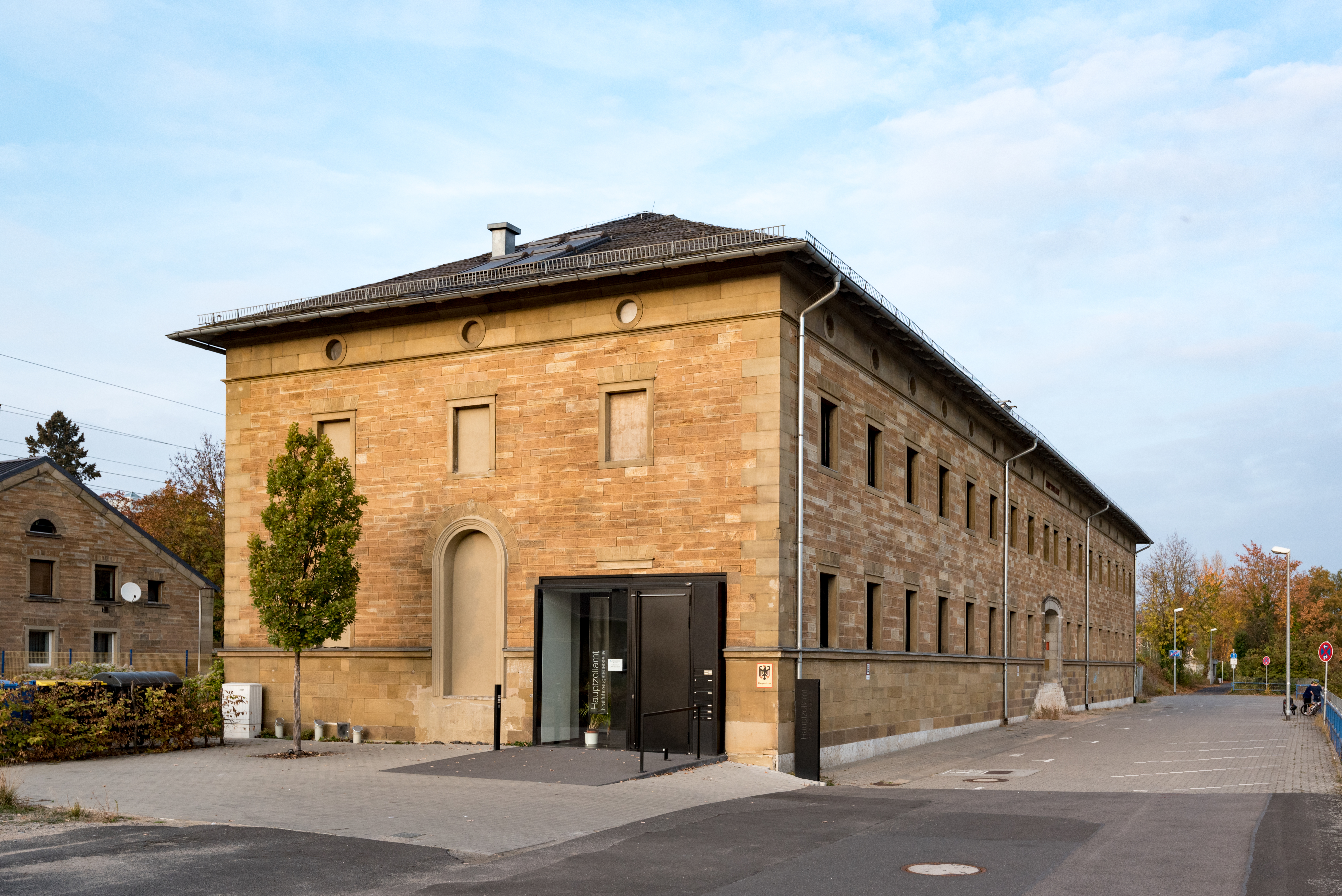
Hauptzollamt. Klassizismus. Gottfried von Neureuther (1856)

### Stattbahnhof (Kulturzentrum)
Das Empfangsgebäude des heute noch betriebenen Stadtbahnhofs wurde 1997 zum Kulturbahnhof. Es beherbergt seitdem das alternative Kulturzentrum Stattbahnhof (statt eines Bahnhofs). In den beiden ehemaligen Warte- und Schalterhallen finden seitdem Konzerte und andere Musik-Events statt (siehe: Schweinfurt, Pop- und subkulturelle Musik). Im Empfangsgebäude haben zudem mehrere andere Vereine ihren Sitz.

### Museen
- Museum Otto Schäfer, mit Bibliothek Otto Schäfer, mit einem Exemplar der berühmten Schedelschen Weltchronik von 1493

### Kirchen
- Evangelische Freikirche, Am Oberen Marienbach

### Bürgerverein und Kirchweih

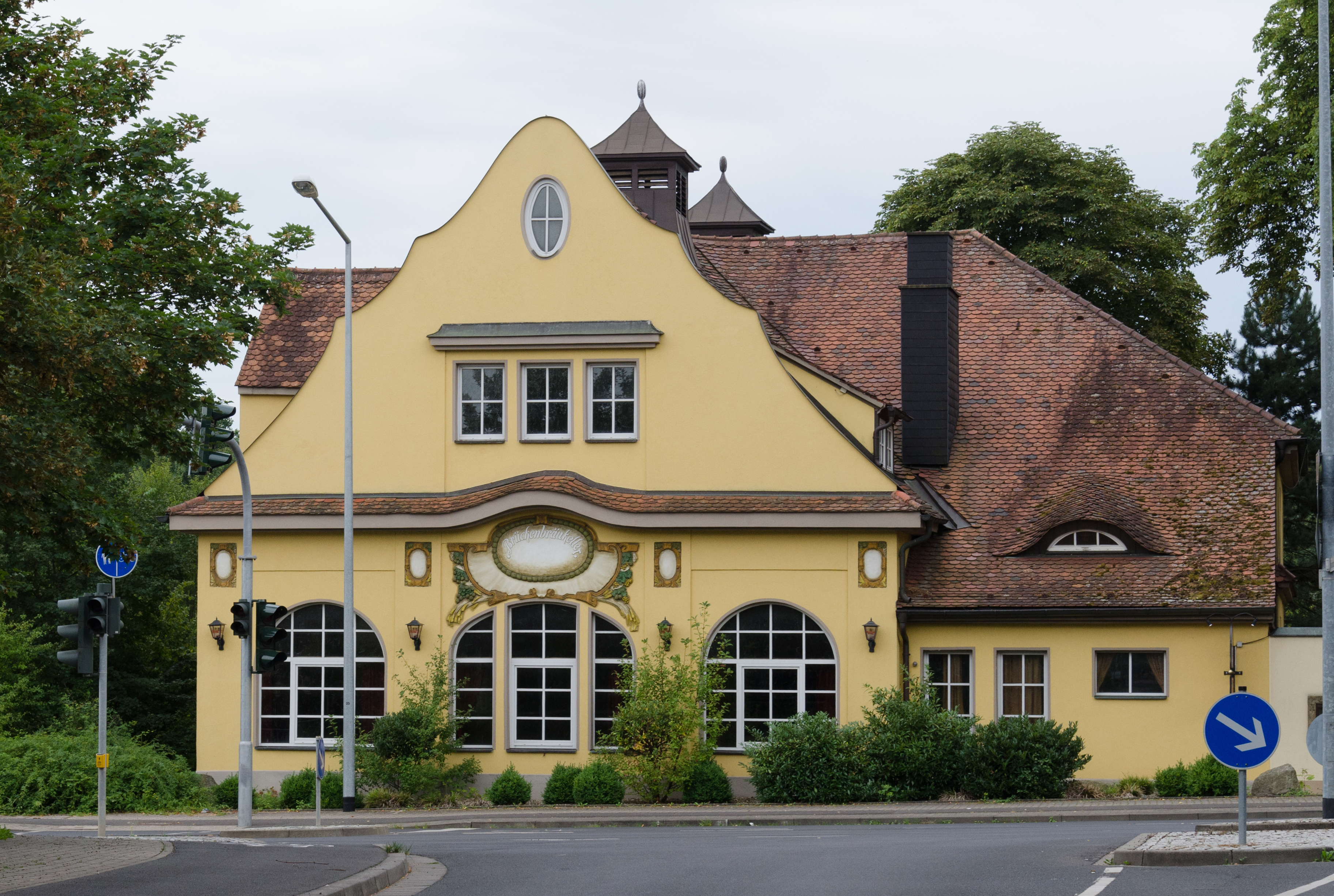
Hirschkeller, vormals Brückenbräukeller (1909). Mainbergerstraße

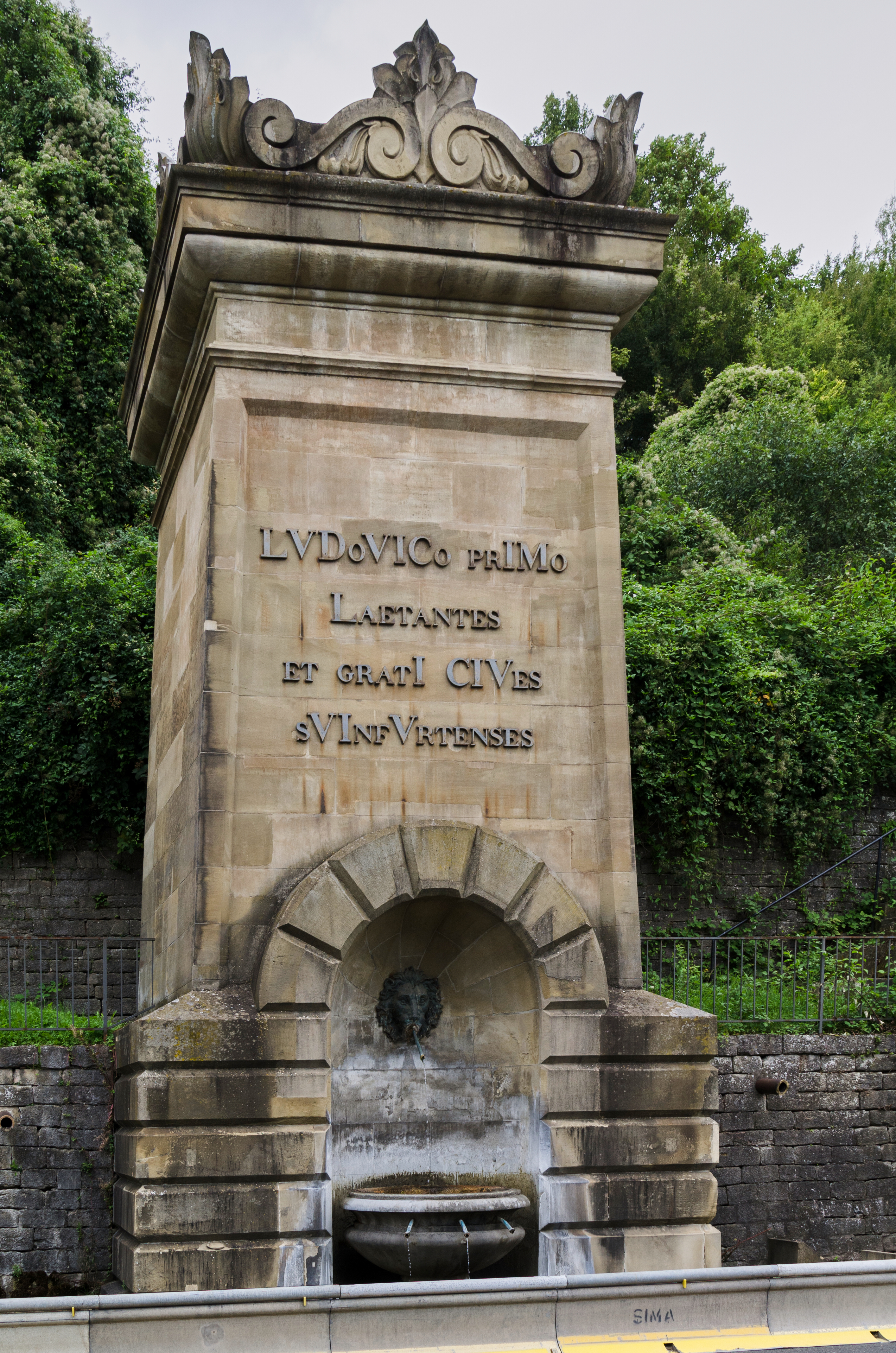
Ludwigsbrunnen (1830). Mainleitenstraße

Der Bürgerverein Altstadt wurde 1920 in der Gaststätte Zur Hölle im Höllental gegründet. In der bekannten Ausflugswirtschaft mit historischem Biergarten richtete der Bürgerverein bis 2016 die Stadtteil-Kirchweih Hölle/Altstadt aus, mit dem traditionellen Hahnenkampf. Aufgrund der Schließung der Gaststätte veranstaltet der Bürgerverein seit 2017 die Kirchweih  am außerhalb des Stadtteils gelegenem Unteren Wall.
Siehe auch: Schweinfurt, Bürgervereine

### Weiteres
- Ludwigsbrunnen von 1830, Klassizismus, von Johann Nepomuk Pertsch, Mainleitenstraße

- Brückenbräukeller von 1909, Jugendstil, Ausflugswirtschaft mit Saal und Biergarten am Mainufer (heute: Hirschkeller), Mainbergerstraße

## Wirtschaft und Infrastruktur
Forschung
- Außenstelle eines Fraunhofer-Instituts

Siehe: Fraunhofer-Institut für Produktionstechnik und Automatisierung, Arbeitsgruppe KI-noW, Schweinfurt
Schulen

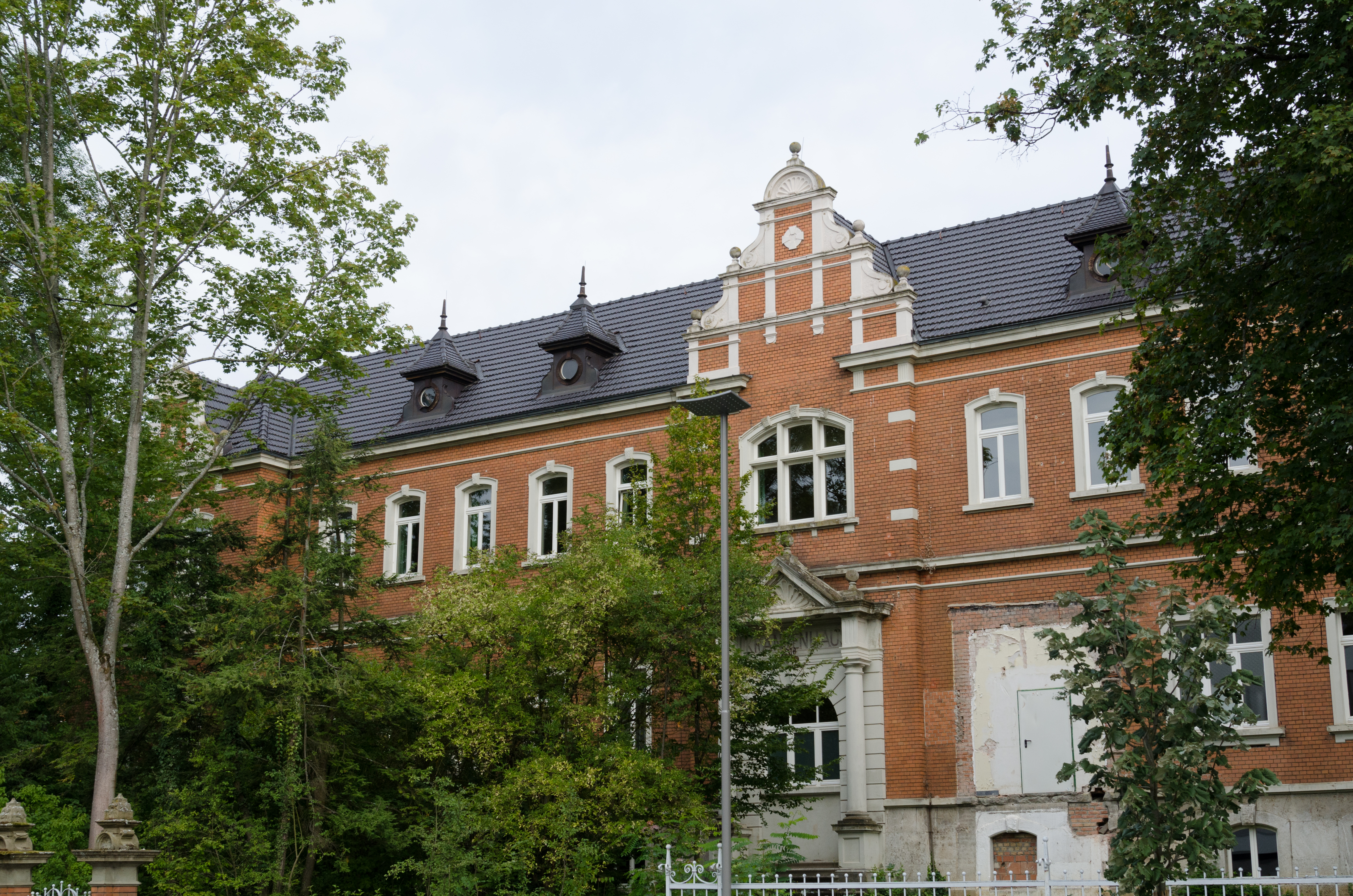
Erstes Städtisches Krankenhaus (1889). Heute Krankenpflegeschulen

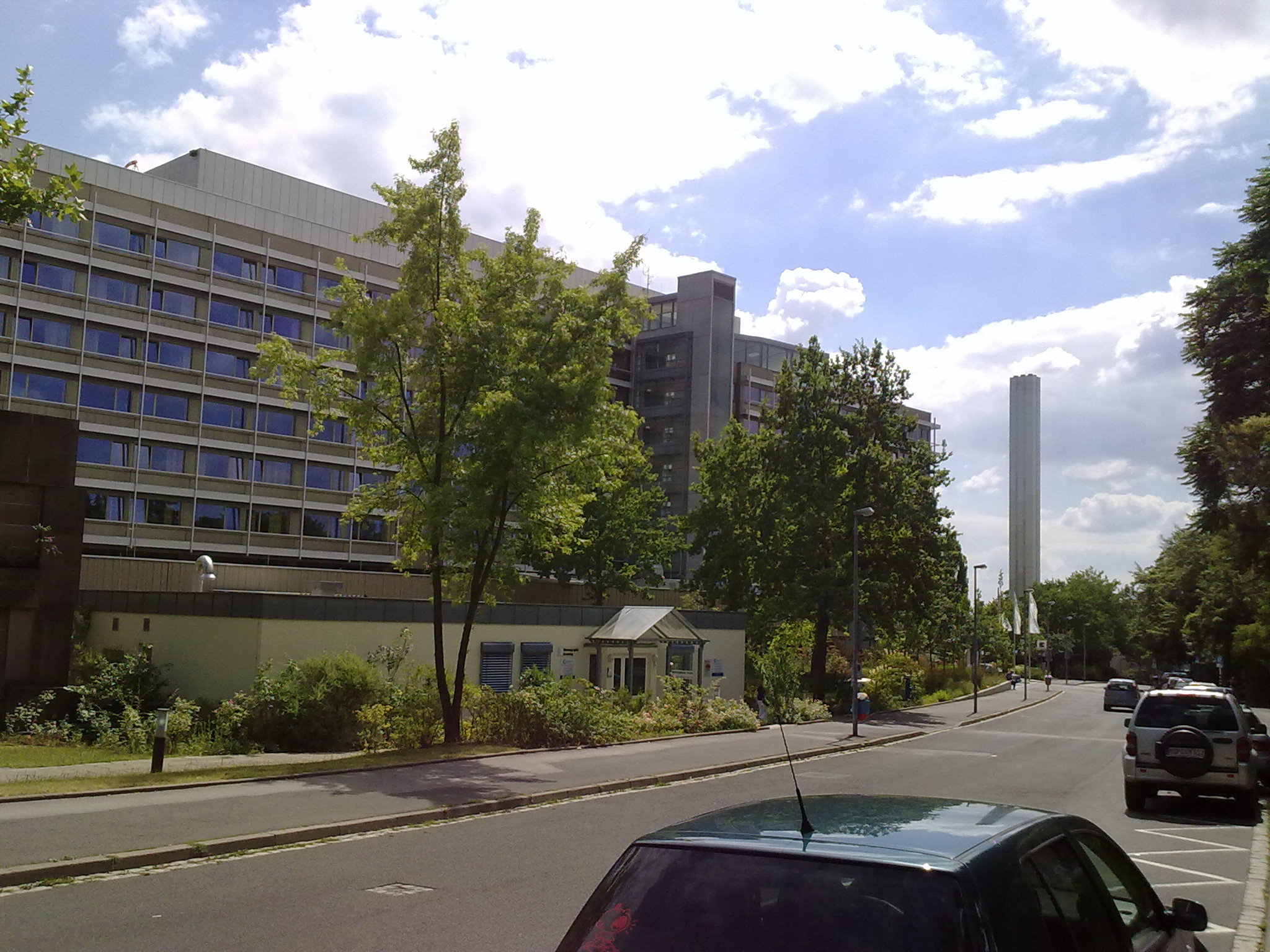
Leopoldina-Krankenhaus, Bettenhaus (1981)

- Berufsfachschule für Kinderkrankenpflege
- Berufsfachschule für Krankenpflege

Jugendherbergen
- Jugendgästehaus der Stadt Schweinfurt

Behörden
- Staatliches Behördenzentrum
- Wasserstraßen- und Schifffahrtsamt Main
- Arbeitsgericht
- Polizeiinspektion

Gesundheit
- Leopoldina-Krankenhaus
- Diverse Institute am Leopoldina-Krankenhaus
- Gesundheitszentrum am Leopoldina-Krankenhaus

Verkehr
- Bahnhof Schweinfurt Stadt
- Stadtbuslinien 100, 110 und 180[16]
- Stadtring, mit der Bundesstraße 286
- Anlegestelle für Flusskreuzfahrtschiffe am Main